# Минифигурка лего
Эта статья о фигурках Lego. О серии конструкторов см. Minifigures.
Ле́го-минифигу́рка или ле́го-челове́чек (англ. Lego minifigure, Lego toy man) — миниатюрная экшен-фигурка; классический элемент (с 1978 года) конструкторов фирмы «LEGO».

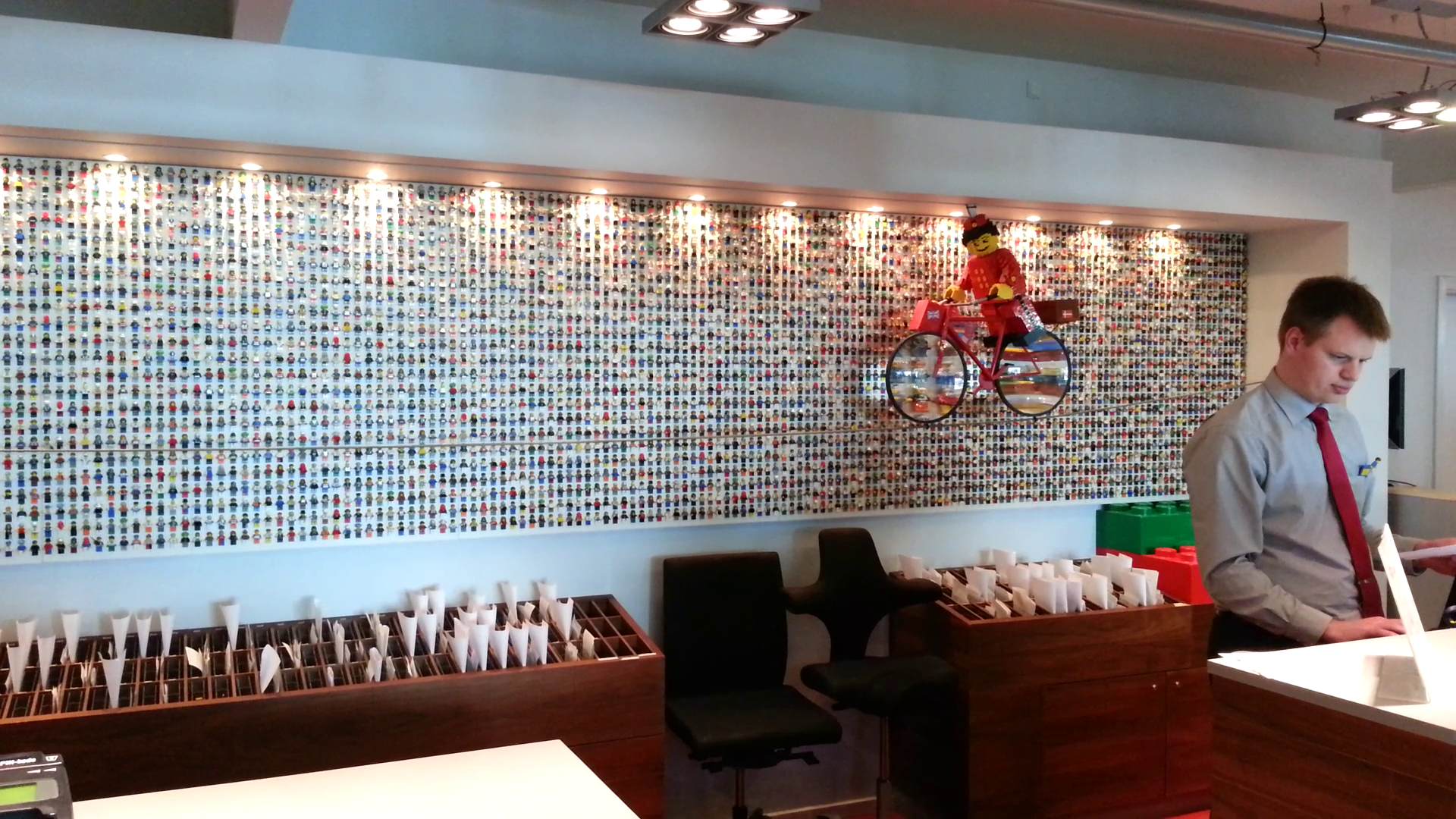
Панно с минифигурками Лего в холле гостиницы
Hotel LEGOLAND, Биллунд.

Аналогичные фигурки есть у других производителей конструкторов, например, креоны (англ. kreon) в конструкторах Kre-O корейской фирмы Oxford (подразделение компании Hasbro).

## История

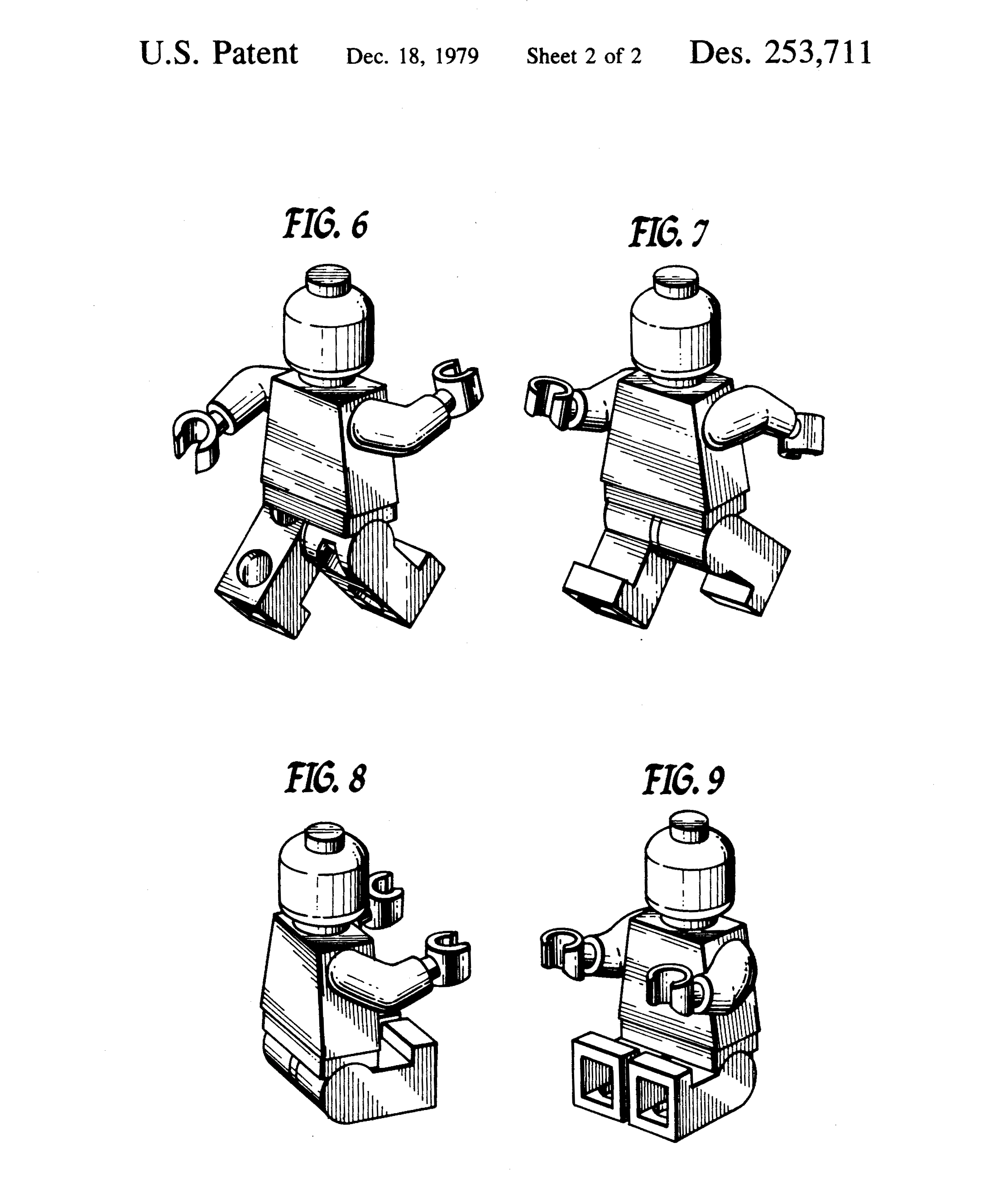
Изображения фигурки из патента США

Предшественники минифигурки были выпущены в 1975. Они были того же размера, что и современные минифигурки, но имели другой дизайн. У них был цельный торс без отдельных движущихся рук, отсутствовали нарисованные лица. Существовало несколько разных причесок и головных уборов различных цветов, включая шляпы, косички и ковбойские шляпы.
Первые современные минифигурки были выпущены в 1978 — это были семь различных фигурок из серий Замок, Космос и Город. Следующие 11 лет минифигурки выпускали с единственным дизайном лица — две точки в качестве глаз и улыбка, отрисованные черным цветом. В 1989, минифигурки получили отображение различных эмоций, это было реализовано в серии Пираты. Минифигурки этой серии также впервые могли иметь крюки вместо кистей рук и «деревянные» ноги, что можно считать первой попыткой разнообразить традиционный дизайн частей тела.
В следующих сериях появились различные длины ног — маленькие, несгибающиеся для детей, гномов и хоббитов, средние (сгибающиеся) для подростков, обычные, для людей среднего роста, и самые длинные, используемые для Вуди из истории игрушек, на'ви из аватар, и Эггмана из Соник.
В 2003 выпущены минифигурки с различным цветами кожи, все более ранние фигурки были только желтого цвета. Это нововведение потребовалось при старте серии Баскетбол.
К 2006 было произведено 4 миллиарда минифигурок. Между 1975 и 2010 выпущено 3655 различных вариантов дизайна, и количество продолжает очень быстро расти. В одном лишь 2010 году было выпущено 300 новых вариантов.
В 2010 года Lego Group начала выпускать одноимённую серию, посвящённую коллекционным минифигуркам.

## Строение
LEGO Человечки состоят из головы, корпуса тела, к которому крепятся остальные части, руки с подвижными кистями, деталь, исполняющая роль таза, к которой крепятся ноги. Ноги могут быть заменены на другие части нижнего пояса конечностей. Все части тела совместимы, что способствует многообразию возможных вариантов фигурки.

### Дополнительные детали к Мини-фигурке
Детали, устанавливаемые поверх основной конструкции:
- Головной убор, любая прическа и блоки
- К шее прикрепляется колчан со стрелами, плащ, спасательный жилет, крылья, ножны для катан, доспехи и т. д.
- К рукам крепятся ручные инструменты, оружие и т. д.
- Ноги (или подолы платьев) прикрепляются к поверхности блоков или к средствам передвижения. К ногам также крепятся ласты, тканевые юбки и т. д. Вместо ног может быть дым джинна, хвост змеи. и т. д. Одна нога может быть заменена на протез

## Интеллектуальная собственность LEGO (мини-фигурка)[5]
Наиболее ранний документ, юридически оформляющий права на фигурку человека - это патент на промышленный образец США № USD253711.
После истечения правовой охраны промышленного образца в ведомстве по авторским правам США компанией Lego были зарегистрированы два произведения: базовая минифигура (номер записи VA0000655104) и минифигура с коричневыми волосами (номер записи VA0000655230).
Lego предприняла стратегию охраны объекта, путём его регистрации в качестве товарного знака, что повлекло судебную тяжбу.
В 2000 году был зарегистрирован товарный знак № 000050450 на территории Европейского союза.
Конкурент Lego компания Бест Лок подала возражение против регистрации указанного товарного знака. Компания Бест Лок просила аннулировать регистрацию, поскольку, по их мнению, во-первых, товарный знак определяется характером самих товаров; во-вторых, мини-фигурки обеспечивает достижение только технического результата, а именно возможности соединения мини-фигурки с другими строительными блоками для игровых целей.

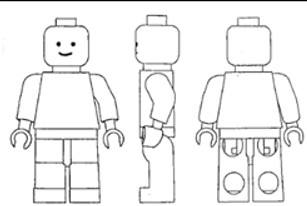
Товарный знак Европейского Союза № 000050450

Европейское ведомство по интеллектуальной собственности и Апелляционный совет не сочли убедительными доводы компании Бест Лок, а потому отказали в удовлетворении возражения.
Европейский общий суд поддержал позиции Европейского ведомства, при этом указав: (1) компанией Бест Лок не предоставлено доводов, подтверждающих утверждение о том, что товарный знак определяется характером самих товаров; (2) такие части фигуры как руки не могут быть соединены со строительными блоками; (3) графическое изображение фигур сами по себе не позволяют определить, выполняют ли её части какие-либо технические функции. Правовая охрана товарного знака была сохранена.
Компания Lego обладает аналогичными товарными знаками в виде мини-фигурки в других странах, в частности в России.